# Heliodoro Dols
Heliodoro Dols Morell (Valencia, 7 de diciembre de 1933 - Zaragoza, 28 de mayo de 2025) fue un arquitecto español, reconocido con distintos premios, entre ellos el Premio Nacional de Arquitectura de España (1965). Su obra más conocida es el Santuario de Torreciudad, en Huesca.

## Biografía
Dols nace en Valencia, aunque pronto la familia se traslada a Madrid, donde cursa la carrera de Arquitectura. Desde joven se incorpora al Opus Dei como miembro numerario.
Titulado en 1959, forma parte de la CX Promoción de la Escuela Técnica Superior de Arquitectura de Madrid, a la que también pertenecen Fernando Higueras, Curro Inza y Luis Peña Ganchegui, entre otros. Doctor Arquitecto desde 1965 y Premio Nacional de Arquitectura ese mismo año junto con el artista Antonio López por su proyecto de una fuente en la Plaza Mayor de Pedraza (Segovia). Desde sus años de estudiante destaca su interés por el arte sacro, participando en las actividades realizadas en torno a la Basílica de Atocha por el padre José Manuel de Aguilar, impulsor de Movimiento Arte Sacro y de la revista ARA.
Dols comienza su carrera profesional, junto al ingeniero y artista Fernando Delapuente; su obra se encuentra principalmente en Aragón, donde reside desde el año 1973.

## Arquitectura

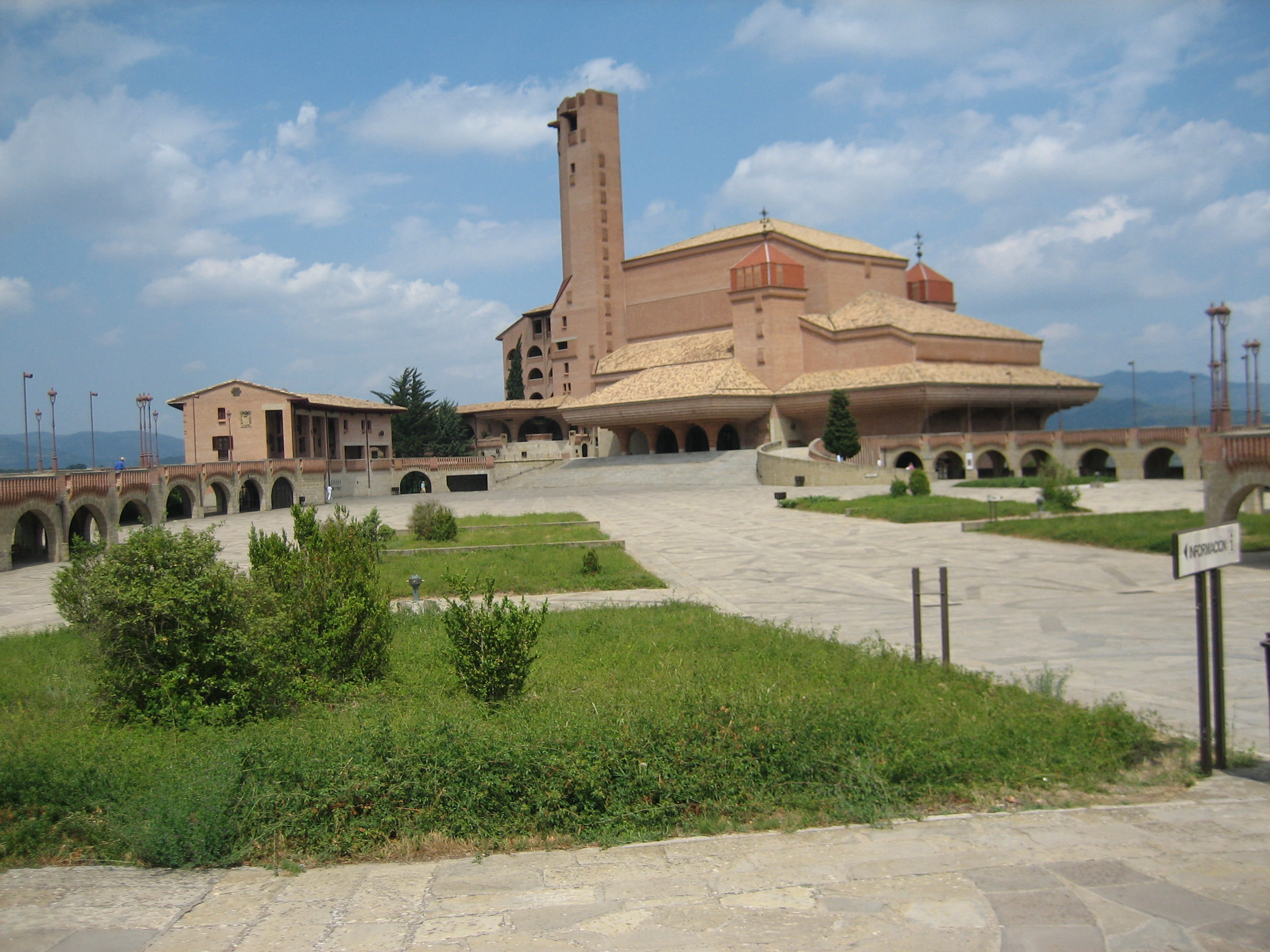
Santuario de Torreciudad

La obra de Dols manifiesta una cultura de lo orgánico y un interés por el lugar, con antecedentes en la obra de Antonio Gaudí y de Frank Lloyd Wright. Como invariantes de su obra cabe destacar la relación de la arquitectura con el paisaje, manifestada en la elección del emplazamiento, la adaptación a la topografía, la orientación de los edificios y su respuesta al clima; la referencia a la arquitectura popular y la tradición, considerada siempre como fuente de aprendizaje, como medio de realizar una arquitectura ligada al suelo y al lugar; la geometría como vehículo de expresión y método de creación formal; la investigación en el arte sacro, y el anhelo por la integración de las artes. Su arquitectura se basa en la fuerza expresiva de los materiales y de los elementos tectónicos, en la autoridad de la arquitectura adintelada heredada del mundo antiguo, en el empleo de elementos implacables como la cubierta, la columna y el muro. 
Dols ha conseguido un sello propio en sus edificios que hace que su arquitectura sea reconocible y diferente. Deja una herencia de arquitectura moderna, amable, sincera y madura. Una arquitectura auténtica, legítima y honesta, con una imagen dominante que dota de unidad y naturalidad al proyecto, trascendiendo cualquier convención.

## Proyectos más destacados

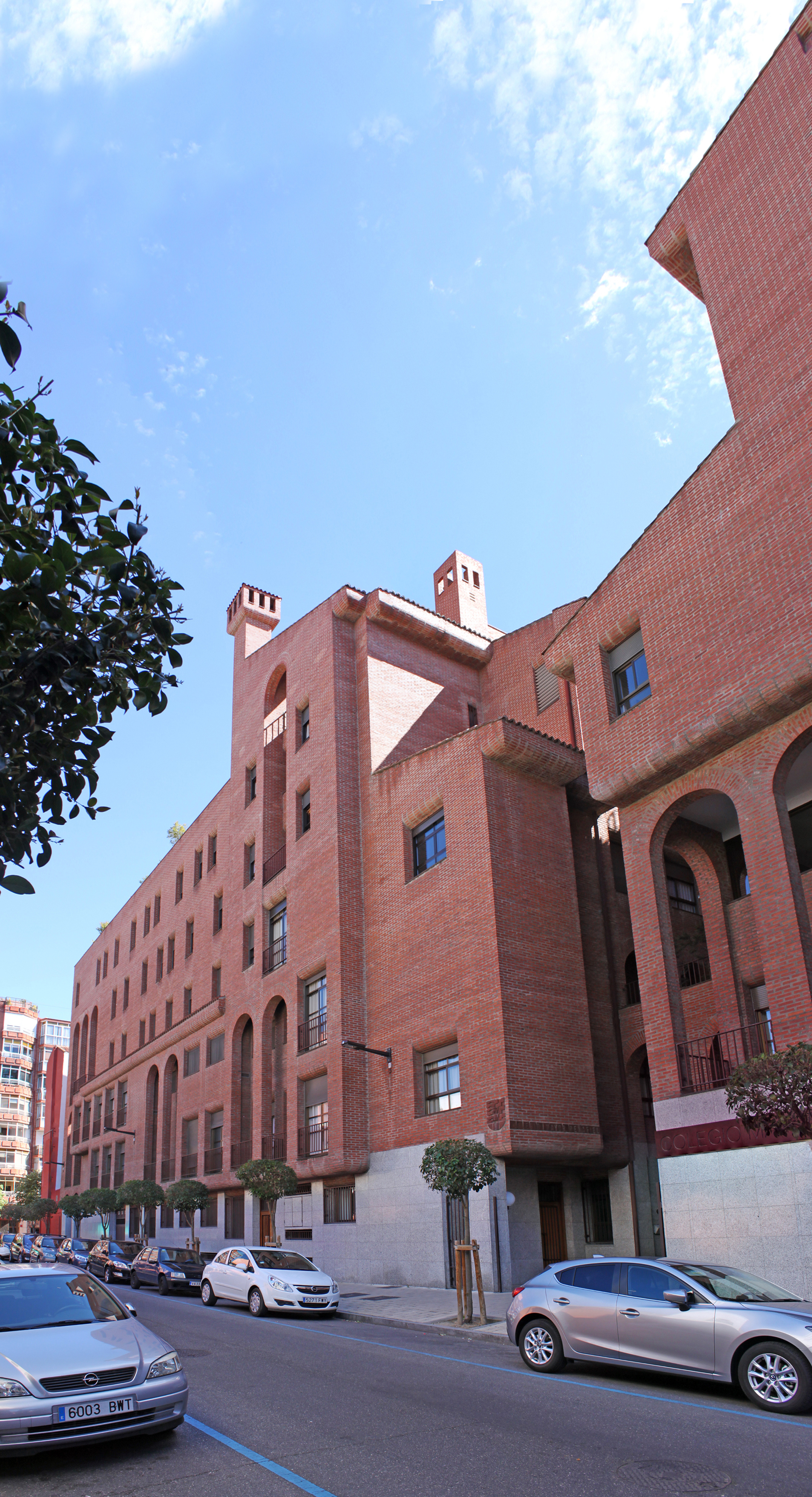
Colegio Mayor Peñafiel (Valladolid)

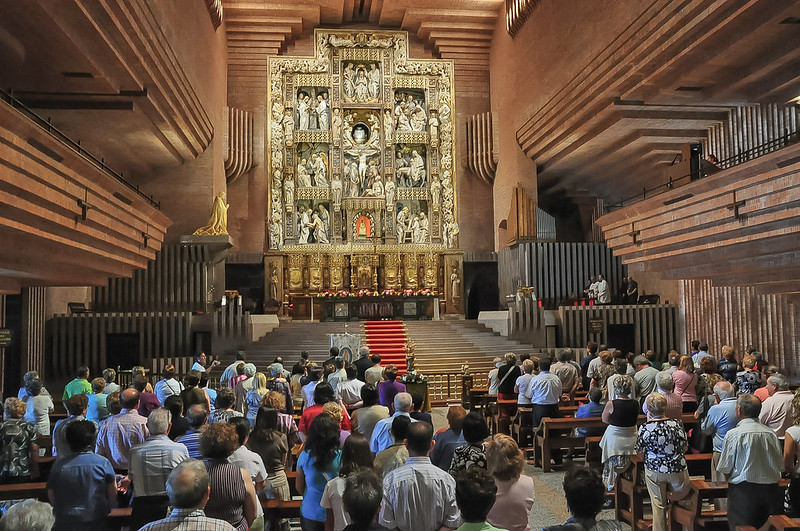
Interior del Santuario de Torreciudad

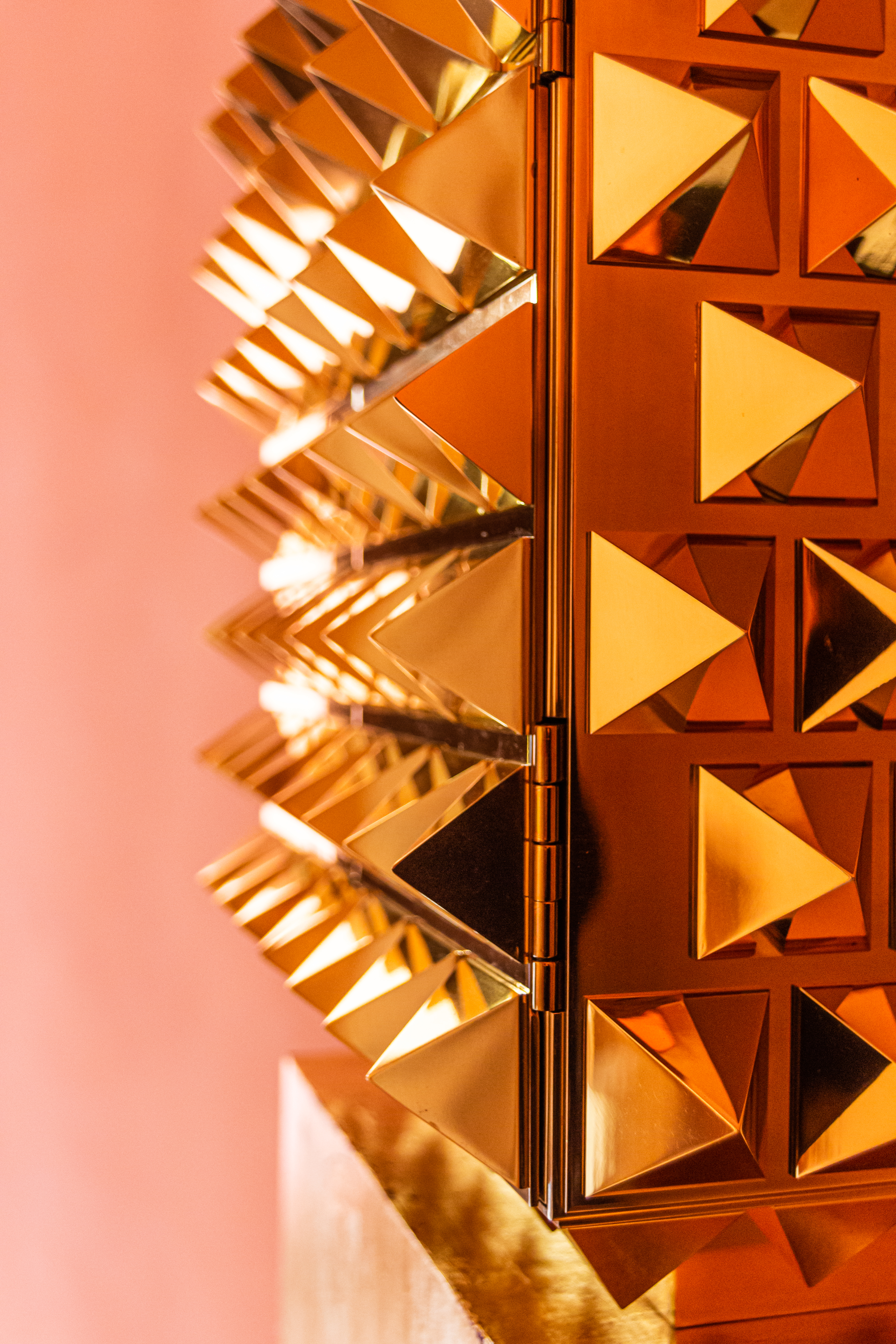
Sagrario "Eusebio". Seminario Mayor de Plasencia (Cáceres). 2024

- Fábrica de embutidos Postigo (Segovia, 1963), en colaboración con Curro Inza.[12]
- Santuario de Torreciudad (Secastilla, Huesca, 1963-1975), su obra más conocida y uno de los ejemplos más significativos de la arquitectura sacra española del s.XX.[13]
- Viviendas El Carmen (Logroño, 1975), en colaboración con Curro Inza y Santiago Sols.[14]
- Colegio Mayor Peñalba (Zaragoza, 1976), en colaboración con Santiago Sols.
- Colegio Mayor Peñafiel (Valladolid, 1978) en colaboración con Santiago Sols.[15]
- Cueva del Padre Palau (Aytona, Lérida, 1982).
- Edificio Eléctricas Reunidas de Zaragoza (Jaca, 1985) actual sede de la comarca de La Jacetania.
- Convento carmelitas descalzas de Santa Teresa (Huesca, 1987), en colaboración con Jorge Trias.[16]
- Edificio calle Lagasca 112 (Madrid, 1991), en colaboración con Fernando Torra.
- Viviendas en la plaza de San Bruno y museo del puerto fluvial (Zaragoza, 1990), en colaboración con Fernando Torra.[17]
- Iglesia en Barbastro (Huesca, 2001), en colaboración con Fernando Torra y Javier Domingo.[18]
- Edificio de viviendas en Valdespartera (Zaragoza, 2004), en colaboración con Fernando Torra y Daniel Borruey.[19]

## Premios y reconocimientos
- Primer premio concurso diseño del sagrario de la capilla del Colegio Mayor Universitario Santo Tomás de Aquino (1957).[20]
- Primer premio concurso diseño de un sagrario galería de arte sacro Templo y Altar (1962).[21]
- Premio Nacional de Arquitectura de España, 1965.[2]
- Primer premio concurso polígono Rey Fernando (Zaragoza, 1982), en colaboración con Jorge Trias y Antonio Ruiz de Temiño.
- Viviendas en la plaza de San Bruno, proyecto seleccionado para el Premio García Mercadal (1992).[22]
- Primer premio urbanización de la plaza de la Diputación de Barbastro (1998), en colaboración con Javier Domingo.
- Distinción a su trayectoria profesional otorgada por la Institución Fernando el Católico, por considerarlo destacado representante del organicismo español y autor de señalados edificios dentro y fuera de Aragón (2014).[23]
- Honor Award - Faith&Form (2024). Diseño de sagrario para la capilla del Seminario Mayor de Plasencia (Cáceres), obra del arquitecto Pablo Guillén.